# ディエゴ・マルティネス・ペナス
ディエゴ・マルティネス・ペナス（Diego Martínez Penas、1980年12月16日 - ）は、スペイン・ビーゴ出身の元サッカー選手、現サッカー指導者。UDラス・パルマスの監督。現役時代のポジションはディフェンダー。

## クラブ経歴
ガリシア州ポンテベドラ県ビーゴで生まれ、1990年に地元最大のクラブセルタ・デ・ビーゴの下部組織に入った。プレーエリアは主にサイドバックで、左右どちらもこなせることができた。ユース時代はセルタとカディスCFで過ごし、前者のセルタには9年間在籍していた。
マルティネスが20歳の時、プロサッカー選手としての道を諦め、すぐにサッカー指導者へと転身。CDインペリオ・デ・アルボローテのトップチームでアマチュア選手としてのキャリアを送りながら、同クラブの下部組織で指導者キャリアをスタートさせた。2004年、インペリオ・アルボローテを離れ、アレナスCDの下部組織に移った。
2005-06シーズンはアレナスCDのアシスタントコーチとして働いていたが、2006年6月当時テルセーラ・ディビシオン (4部相当) に在籍していたアレナスのトップチーム監督に就任。自身初の監督業となった。翌年からモトリルCFの監督に就き、2年間在籍した。
2009年10月、セビージャFCのフロント入りし、1年後にセビージャCチーム (フベニール) の監督になった。
2012年5月22日、当時セビージャのトップチームのアシスタントコーチを務めていたハビ・ナバーロの後任という形でセビージャのアシスタントコーチに就任した。2014年6月13日、セグンダ・ディビシオンBのセビージャ・アトレティコに移り、監督ポストに就いた。ここではチームをセグンダ・ディビシオンに昇格させるなど、確かな手腕を発揮した。
マルティネスはセビージャ・アトレティコを3部に降格させることなく、2部に残留させ続けた。これによりCAオサスナから監督オファーを受け、セビージャとの契約を更新せずクラブを退団。2017年6月14日、オサスナはマルティネスを監督に招聘した。翌年6月7日、クラブが1部参入プレーオフ出場を逃した事の責任を取ってオサスナの監督を辞任した。
2018年6月14日、グラナダCFの監督に就任し、就任1年目にして見事グラナダをプリメーラ・ディビシオン (1部) 昇格へと導いた。1部昇格後もグラナダはマルティネスを続投させたことで、マルティネスは2019-20シーズンの1部最年少監督になった。この2019-20シーズン、グラナダはリーグ序盤10試合で20ポイントを稼ぎ、第10節にしてリーグ首位に立った。その後は順位を落としたものの、最終的にはリーグ7位でフィニッシュ。クラブ史上初のUEFAヨーロッパリーグ出場権を手にした。2019年11月14日、マルティネスはクラブとの契約を1年延長し、2021年までとした。
2019年12月16日、グラナダでの活躍からラ・リーガ最優秀監督に贈られるミゲル・ムニョス賞を受賞した。
2021年5月27日にグラナダの監督を退任したことを発表した。
2022年5月31日、1年間のブランクを空けてRCDエスパニョールの監督に就任した。2022-23シーズン一杯指揮を執ることとなったが、後半戦の3月に入って4連敗を喫するとリーグ戦18位に沈み、4月3日に解任された。

## 監督成績
2023年12月3日現在
| チーム            | 国       | 就任          | 退任          | 記録 | 記録 | 記録 | 記録 | 記録   | 脚注   |
| ----------------- | -------- | ------------- | ------------- | ---- | ---- | ---- | ---- | ------ | ------ |
| アレナスCD        | スペイン | 2006年7月1日  | 2007年6月30日 | 38   | 20   | 6    | 12   | 052.63 | [ 17 ] |
| モトリルCF        | スペイン | 2007年7月1日  | 2009年6月30日 | 80   | 39   | 20   | 21   | 048.75 | [ 18 ] |
| セビージャC       | スペイン | 2010年7月1日  | 2011年6月30日 | 38   | 12   | 15   | 11   | 031.58 | [ 19 ] |
| セビージャB       | スペイン | 2014年6月13日 | 2017年6月14日 | 124  | 43   | 47   | 34   | 034.68 | [ 20 ] |
| CAオサスナ        | スペイン | 2017年6月14日 | 2018年6月8日  | 44   | 17   | 16   | 11   | 038.64 | [ 21 ] |
| グラナダCF        | スペイン | 2018年6月14日 | 2021年5月27日 | 146  | 69   | 30   | 47   | 047.26 | [ 22 ] |
| RCDエスパニョール | スペイン | 2022年5月31日 | 2023年4月3日  | 39   | 11   | 12   | 16   | 028.21 |        |
| オリンピアコスFC  | ギリシャ | 2023年6月20日 | 2023年12月5日 | 21   | 13   | 4    | 4    | 061.90 |        |
| 通算              | 通算     | 通算          | 通算          | 522  | 222  | 147  | 153  | 042.53 |        |

## タイトル
- ミゲル・ムニョス賞 : 1回
  - 2018-19